# (33357) 1999 AX5
1999 AX5 (asteroide 33357) é um asteroide da cintura principal. Possui uma excentricidade de 0.06090980 e uma inclinação de 4.98474º.
Este asteroide foi descoberto no dia 12 de janeiro de 1999 por Takao Kobayashi em Oizumi.